# Масонство

Символи вільних мулярів

Масо́нство, також (франкмасонство фр. franc-maçonnerie, англ. freemasonry, «вільне мулярство») — релігійно-етичний рух, прибічники якого закликають до морального самовдосконалення. Масони — це члени духовно-етичних організацій «вільних мулярів».

## Витоки масонства
Масонські ложі спочатку були ложами (цехами) будівельників, що займались будівництвом храмів. Назва масон та франкмасон походить від фр. franc-maçon (у старофранцузькій masson, англ. freemason), вживається також буквальний переклад цієї назви — вільний муляр, адже саме слово масон означає «муляр». З часом поряд зі справжніми будівельниками, так званими «операційними масонами», в ложах почали з'являтися люди, які безпосередньо не зводили церковні будівлі, але мали на меті будівництво духовного символічного Храму, їх стали називати «спекулятивними» (від англ. speculative — «теоретичний», «гіпотетичний», «дослідницький»).
Масонство існує у формі місцевих лож — зазвичай невеликих груп чисельністю до 40-50 осіб, об'єднаних територіально; існують ложі більші за чисельністю. Місцеві ложі засновуються Великою Ложею, яка є для них материнською. Як правило, в одній країні існує тільки одна «Велика Ложа». У США, однак, «Велика Ложа» є в кожному штаті. На чолі Великої Ложі стоїть Великий Майстер, якого обрали з-поміж братів (масонів). Масонство називають орденом, якщо говорять про нього як про організовану спільноту людей, або братством, маючи на увазі або підкреслюючи братський характер взаємин між членами лож (масонами).
Перші масонські ложі були засновані в XVII столітті в Англії, організаційно масонство оформилося з виникненням першої Великої Ложі в 1717 році в Лондоні, що стала згодом Об'єднаною Великою Ложею Англії (ОВЛА), і яку називають материнською для всього масонства. Основною версією походження масонства вважається версія про походження від середньовічних корпорацій будівельників-мулярів, проте існують теорії про давніше походження масонства, початок якого виводиться від орденів тамплієрів і гільдій мулярів XIII століття.
Правила, яких дотримується і на яких побудовано масонство, називаються ландмарками. Вони залишаються незмінними з давніх-давен. Одним з авторитетних джерел традиційного масонського права є Конституції Андерсона, опубліковані Великою Ложею Англії (сучасна) 25 березня 1722 р.

## Структура і членство

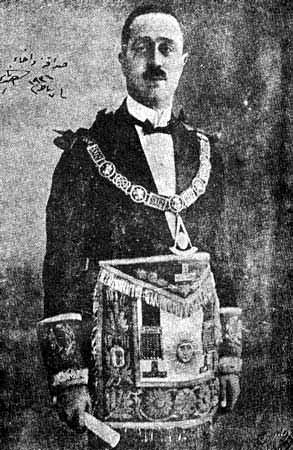
Османський масон XX століття

Первинною організацією в масонстві є ложа. Кожен масон має належати до певної ложі. Окремі Ложі об'єднуються у Велику Ложу (в деяких країнах Велика Ложа називається «Великий Схід»). Першою Великою Ложею була Об'єднана Велика Ложа Англії, яка створена шляхом об'єднання чотирьох лож у 1717 р. Крім того, Великі Ложі мають свої власні Статути та Конституції.
За правилами регулярного масонства, на території однієї країни може діяти тільки одна Велика Ложа. В державах, які мають федеративний чи конфедеративний устрій, або якщо держава іншим чином складається з окремих «держав» (штатів, королівств), можуть існувати Великі Ложі для кожного суб'єкта федерації тощо.
Так, наприклад, у США у кожному штаті діє окрема Велика Ложа, окремі великі ложі мають Англія та Шотландія. Але, наприклад, у Швейцарії, яка хоч і є конфедерацією, діє одна Велика Ложа для всіх кантонів.
Кожною ложею керує Достойний Майстер, який обирається ложею, а Великою Ложею керує відповідно Великий Майстер.
Особливим різновидом лож є дослідницькі ложі (lodge of research), як, наприклад, відома ложа Lodge Quatuor Coronati, No. 2076 (London, UK; ) Діяльність таких лож спрямована на дослідження масонської історії, філософії, символізму тощо.
Масоном може стати віруючий повнолітній (зазвичай від 21 року) чоловік. Жінки не приймаються.
Давня масонська традиція встановлює, що кандидат має бути людиною «вільною і доброї слави».
У давнину, у середньовіччі, «бути вільним» розуміли буквально. Тепер це розуміють дещо ширше: масон повинен бути людиною самостійною і незалежною не тільки у матеріальному, але й духовному, інтелектуальному значенні, здатний самостійно мислити і приймати самостійні рішення. Кандидат має пройти численні перевірки і довести щирість свого бажання стати вільним муляром, готовність виконувати обов'язки, які покладаються на масона, прагнення до духовного та інтелектуального розвитку. За масонськими правилами, не може бути прийнятий кандидат, який хоче вступити до братства, керуючись мотивами матеріальної вигоди, кар'єри, а також простою цікавістю.
Зустрічаються також вирази «нерегулярне» масонство, або «нерегулярні» ложі, цей вираз застосовується до організацій, що, хоча й іменують себе масонськими, не належать до загальносвітової мережі масонських лож і не дотримуються ландмарок (тобто засадничих незмінних принципів масонства).

## Ідеологія і символіка

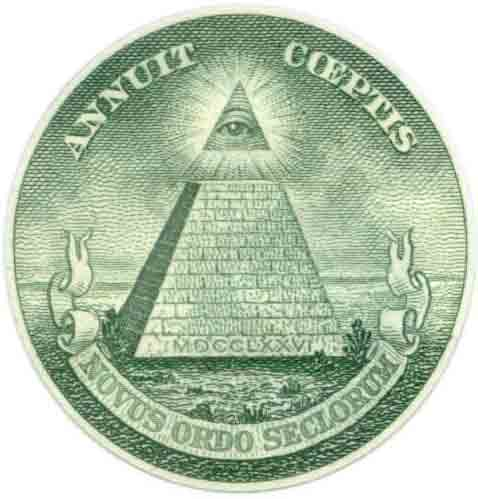
«Всевидяче Око» — масонські символи на купюрі 1 долар США

Масонство позиціюється як морально-етична система, виражена в алегоріях та ілюстрована символами. Більшість символіки запозичено з юдаїзму й християнства, в ритуалах відіграються історії з біблійними персонажами. Увага масонів звертається на необхідність морального самовдосконалення, а також духовного зростання в рамках тієї релігії, яку кожен з них сповідує. Філософія масонства містить у собі зовнішні елементи як християнства, так й інших релігій.
Кожен масон шанує Бога, перебуваючи в масонстві, до нього звертаються, як до «Великого Будівельника (Архітектора) Всесвіту», і допускається сповідування будь-якої традиційної релігії. Проте дискусії з релігійних і політичних питань виключаються з масонських зборів, у масонстві немає своєї теології. Кожен масон продовжує сповідувати ті релігійні погляди, з якими він прийшов у ложу, а його велика увага до його релігії вітається. Визнання віри в Бога як базису масонства і його принципів сходить до засновників сучасного спекулятивного масонства на початку XVIII ст., і цього дотримується домінуюча більшість світового масонства (так зване регулярне або консервативне масонство), робиться акцент на обов'язковому монотеїзмі.
Масонство не є самостійною релігією або заміною релігії, масонська філософія не стосується релігійних поглядів своїх членів і не коригує їх. Масонська морально-етична система і філософія спирається на віру своїх членів в Бога, залишаючи для кожного масона свободу належати чи не належати до певної релігії чи конфесії.

## Історія масонства
У середньовіччі, коли ціла  Європа прийняла Христову віру, християнство поширювалось по різних краях. Разом з цим зросли потреби нових, більших і кращих церков, катедр, монастирів, шкіл. До цієї роботи в першу чергу взялися ченці на Сході - Василіани, Студити на Заході - Бенедиктини, і згодом Жебручі Чини й інші. Джерелом ідеалів завсіди була, є і буде релігія. Вона подає людині те, що є найкраще, найвище й найсвятіше. Тож не дивно, що по середньовічних монастирях знаходилися ченці, що почали розвивати плани гарних, великих будівель. Вони то гуртували коло себе талановитих і охочих людей, з ними випрацьовували плани будови, окраси Божих храмів, єпископських резиденцій, а згодом і королівських палат чи державних будинків. У цих гуртках-школах були інженери, мулярі, малярі, різьбарі й інші, праця яких була пов'язана з будівництвом. Усі вони разом творили так званий цех, синдикат.
Знаємо з історії середньовіччя, що згодом між цехами розпочалися ревіталізація, конкуренція, а то й ворогування і війни. То ж зовсім природно, мулярський (masson) цех-синдикат почав замикатися сам у собі, почав пильно берегти свої мулярські науки, практики, секрети. А що цей цех був дуже потрібний у суспільстві, то державні і церковні власті почали його наділяти різними правами, привілеями, гонорами. Між іншим уряди наділяли повною свободою членів мулярських цехів, чи й звільнювали їх від різних оплат-податків. Звідсіля й назва: вільні мулярі, франк-масон, фраймауер. Державні чи церковні високі чини, щоб показати свою пошану до цих корисних цехів, самі ставали почесними членами оцих цехів, які від французького слова звалися масонськими цехами, чи коротко: масонерією. Звідсіля знаходимо в історії, що до масонів належали: королі, князі, аристократи, магнати, як також Папи, єпископи, священники і т. п.
Як бачимо вже з назви "масони (мулярі)", сьогоднішня масонерія сягає своїм початком Середньовіччя і бере свій початок від мулярсько-масонських цехів. Це підтверджується ще іншими ознаками. Мулярі дуже часто при своїх роботах користуються прямокутником чи циркулем. Це саме знаряддя є відзнакою сьогоднішних масонів. В середньовічних цехах між членами, були різні ступені, такі як початкуючі, челядники, визволені й майстри. І щось подібне знаходимо в сучасній масонерії. Звідсіля походить припущення, що початок масонерії модернової сягає часів середньовічного мулярського цеху.
Точної дати виникнення масонства назвати не можна. Утворювалось масонство поступово, і його коріння заховане в давнині.
Найстаріші у світі протоколи зібрань масонської ложі зберігаються в Великій Ложі Шотландії, це — протоколи зібрань ложі Aitchison's Haven. Перший запис в цій книзі протоколів зібрань ложі датований 09 січня 1598 р., (тобто 1599 р., бо до 1602 р. новий рік в Шотландії починався з 25 березня). Але в наш час ця ложа вже не існує.
Найдавніші у світі протоколи зібрань досі діючої ложі належать також одній з лож під юрисдикцією Великої Ложі Шотландії — Ложі Единбурга № 1 (The Lodge of Edinburgh (Mary's Chapel), No.1). Ці протоколи ведуться з початку робіт ложі з 31 липня 1599 року і досі.
Найстарішим у світі приміщенням ложі (масонський храм) вважається капела Св. Іоанна в Единбурзі в Шотландії (St. John's Chapel, Edinburgh) — 1736 р.
Найстарішою у світі цілком спекулятивною ложею (тобто не пов'язаною з ремеслом оперативних каменярів) вважається Haughfoot Lodge в Шотландії, яка збирається з 22 грудня 1702 р.
Перша у світі Велика Ложа — Велика Об'єднана Ложа Англії — заснована 24 червня 1717 р., перша Велика Ложа вважається «материнською» для інших Великих Лож.
Найдавнішим масонським документом вважається манускрипт «Поема про моральний обов'язок», відоміший як манускрипт «Regius», який історики датують 1390 р. Він містить викладення правил, якими повинні були керуватися масони (в той час масони дійсно займалися будівництвом, тобто масонство було «оперативним»).
Наступним за «Regius» за давністю масонським манускриптом вважається манускрипт «Cooke», який був опублікований Р. Спенсером в Лондоні в 1861 році під редакцією Метью Кука (Matthew Cooke) від якого і отримав своє ім'я. Цей манускрипт датується приблизно 1450 р.
Конституція масонів м. Страсбург датується 1459 р.
Щодо перших осіб, які стали спекулятивними масонами, то найдавніші письмові дані про вступ у ложу спекулятивних масонів є відносно прийняття Еліаса Ешмола (Elias Ashmole) у 1646 та Роберта Морея (Robert Moray) у 1641. Але вони не вважаються найпершими спекулятивними масонами — лише найпершими, про кого є письмові згадки.

## Як стають масонами і масонські ступені

### Вимоги до кандидатів
Основні вимоги до кандидатів випливають із загальних принципів руху. Кандидат підтверджує свою віру в Бога, Вище Буття. Кандидат повинен бути зрілого віку (у більшості Великих Лож світу не менше 21 року), ухвалити рішення стати масоном з власної волі, мати гарну репутацію, не мати проблем з громадянським законом, тобто бути «вільним і доброї слави».
Традиційне правило при вступі в Орден звучить як «щоб бути масоном, запитай про це масона», «2 be 1 ask 1», ініціатива щодо прийняття в члени ложі повинна виходити від кандидата. Кандидат може звернутися в Ложу за місцем проживання. Для вступу до ложі потрібні рекомендації її дійсних членів, так чи інакше вступу передує певний період знайомства з масонами, які рекомендують кандидата. У деяких юрисдикціях потрібно, щоб кандидат просив про вступ 3 рази, однак це стає все менш поширеним. У деяких юрисдикціях інформація про вступ відкрита для того, щоб потенційний кандидат знав, де знайти додаткову інформацію.
Рішення про його вступ до ложі приймається закритим голосуванням. Члени, які голосують за вступ, використовують білі камені (в ритуалі найчастіше використовуються кульки); ті, хто проти — чорні. Кількість голосів проти, необхідну для відхилення заявки кандидата, встановлює місцева Велика Ложа, і в деяких юрисдикціях досить 1 голосу.

### Масонські ступені

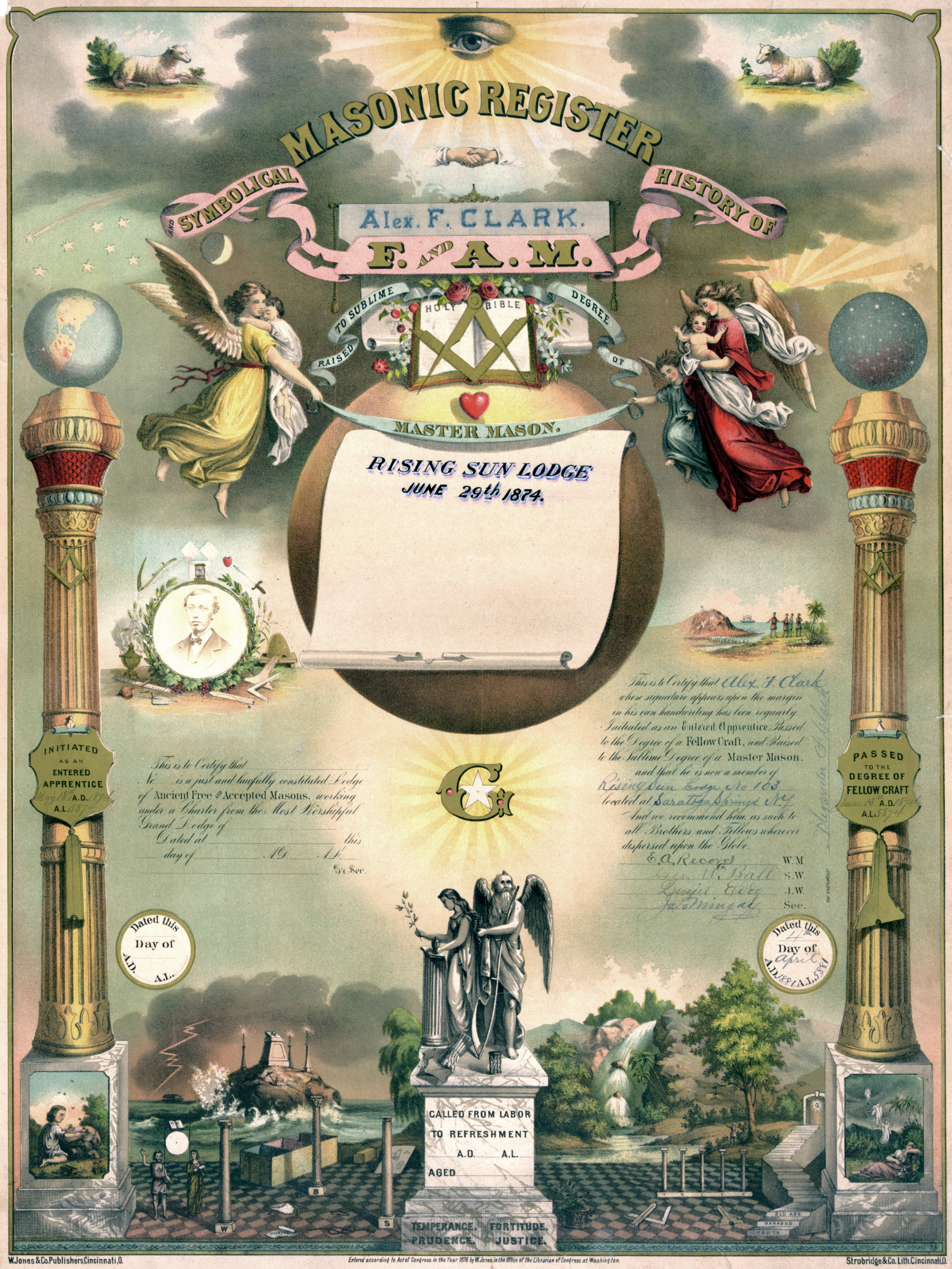
Сертифікат (диплом) майстра-масона, подібні документи видавалися (іноді видаються й зараз) після піднесення члена ложі до 3-го ступеня.

Основний зміст масонської морально-етичної та філософської системи міститься в трьох основних ступенях (або градусах): Учня, Підмайстра, Майстра (у деяких версіях це учень, товариш і майстер). Людина, що вступає в ложу, послідовно проходить ці ступені, як правило, з певним проміжком часу між присвоєнням кожної з них.
Базові елементи морально-етичної системи масонства містяться в 1-му ступені — ступені Учня, увагу посвячуваного звертають на необхідність поглибленого самопізнання, саморозвитку та самовдосконалення, роботи над собою і своїми недоліками. У 2-му ступені — ступені Підмайстра увагу посвячуваного звертають на навколишній світ, філософію його сприйняття, активність у ньому, зміст ступеня апелює до розуму людини, що проходить через неї.
Найбільш важливий і драматичний 3-й ступінь — ступінь Майстра присвячений тематиці смерті, його основою є історія про смерть Майстра Хірама — легендарного керівника будівництва Храму Соломона, вбитого трьома підмайстрами, незадоволеними їх становищем серед будівельників Храму. Майстер Хірам із легенди має прообраз в Біблії, Хірама — майстра міді (див. Перша книга царів, гл. 7) або Хірама Абіфа (див. Перший Храм), проте розповідь про його смерть має повністю масонське походження і не пов'язане з біблійним текстом.
Зміст трьох ступенів може відрізнятися в деталях у ложах різних країн та юрисдикцій (Великих Лож), ложах різних статутів, проте в цілому розподіл масонства на три градуси, легендарний зміст 3-го ступеня є традиційними, закріплюються стандартами регулярності і Ландмарками.

### Масонська таємниця
До поняття масонської таємниці належать способи посвятної практики лож, церемонії посвячення зазвичай проходять за зачиненими дверима. Конфіденційними є традиційні способи впізнання масонів один одним, рукостискання, спеціальні «священні» і «прохідні» слова градусів, елементи ритуалів, пов'язаних з посвятною практикою лож. Представники лож уникають коментувати їх, якщо вони обговорюються кимось за межами масонства. При цьому можуть проводитися відкриті заходи під егідою масонських організацій, в яких беруть участь люди, які не є членами лож.

До масонської таємниці не належать імена масонів, фотографії керівного («офіцерського») складу Великих Лож публікуються в їхніх офіційних відкритих виданнях та на інтернет-сайтах.У ряді випадків керівниками лож є відомі в суспільстві люди, у Великій Британії керівником Об'єднаної Великої Ложі Англії є член королівської сім'ї Великої Британії. З відомої праці з масонського права:
Альберт Макей, Ландмарки масонства:
…Масонство — не таємне товариство. Його задуми не тільки декларуються, але й підносяться самими масонами як поважні; члени суспільства відомі, а їхня належність до масонства вважається бажаною честю; воно працює на результат, який можна показати, на громадянські чесноти, на поліпшення характеру.
У деяких країнах існують етичні норми, за якими імен людей у зв'язку з приналежністю до ложі не називають, а їхню діяльність у ложі не обговорюють у відкритих джерелах, якщо вони самі не висловили згоди на це.

## Обряд посвячення

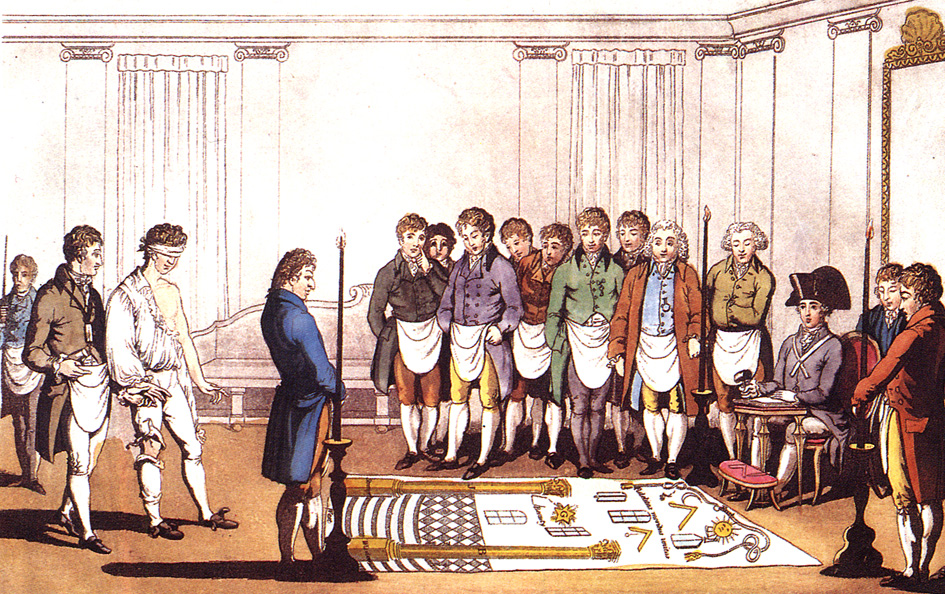
Обряд посвячення

Кандидата в масони на початку обряду заводять у Кімнату Роздумів, пофарбовану в чорний колір, обстановка якої відповідає назві, в ній можуть бути предмети, що нагадують кандидату про тлінність буття. У ній кандидат напише на папері морально-філософський заповіт, свої побажання та обітниці щодо себе та інших людей, своєї країни, родини і людства в цілому. Потім його попросять ще раз підтвердити свою віру в Бога.
Перед введенням в храм, де відбувається посвята, кандидату зав'язують очі. На знак смирення кандидат «ні одягнений, ні роздягнений» (частково роздягають, а ліві груди оголюють на знак відкритості серця), у нього відбираються всі цінності («метали»), йому засукують праву штанину і знімають лівий черевик. Йому на шию надягають мотузку, що символізує узи людської недосконалості. Кандидата проводять у приміщення храму (зал засідання ложі), де він проходить через ритуальні випробування, слухає настанови морально-філософського характеру, бере участь у невеликих сценах та діалогах, мета яких — наочно піднести моральні настанови ритуалу. Наприкінці церемонії він приносить урочисте зобов'язання перед Священною Книгою тієї релігії, яку він сповідує (зазвичай це Біблія, на неї також кладеться циркуль і Косинець). Далі кандидату знімають пов'язку, говорячи при цьому, що він тепер «пройшов випробування і гідний Світла», на нього надягають масонський фартух, а опісля головуючий на церемонії (Високоповажний Майстер) оголошує присутнім про те, що тепер вони набули нового брата і закликає допомагати йому в труднощах, будучи впевненими в тому, що і він у важку хвилину допоможе їм. Часто церемонія посвячення проводиться з музичним супроводом, що ще більше посилює враження кандидата.

## Масонство і релігія
Відповідно до ландмарок масонства, масоном може стати лише людина, яка вірить в Бога, але релігійні переконання кандидата є предметом його совісті. Масон може сповідувати будь-яку релігію, але повинен бути «чоловіком вільним і доброї слави». При цьому один з принципів масонства встановлює, що масонство не може вимагати від масона виконання будь-яких обов'язків, які б зашкодили обов'язкам масона перед своєю релігією, своєю родиною та своєю Батьківщиною.
При вступі кандидат приносить зобов'язання перед Священною Книгою тієї віри, яку він сповідує, це може бути Біблія, Коран, Веди та ін. При роботах у ложі також обов'язково присутня Книга священного слова. В залежності від релігійної належності і світогляду членів конкретної ложі, це може бути одна або одночасно дві чи більше із зазначених книг (у ложах, що мають визнання, як регулярні), однак у нерегулярних ложах континентального європейського масонства вимоги до віри кандидата послаблюються, допускається прийняття кандидатом філософії деїзму або Бога — «Великого Архітектора Всесвіту» як абстрактного принципу, ідеї-символу (як у Великій Ложі Франції), або взагалі скасовуються, а в ложу можуть увійти атеїсти і агностики (Великий Схід Франції).
В той же час, певною мірою можна вважати масонство нецерковною і універсальною формою Богослужіння, оскільки роботи ложі проводяться на славу Великого Будівничого Всесвіту. Використання слів «Великий Будівничий Всесвіту» походить від використання масонством символіки мулярів-будівельників і зумовлено тим, що масонство об'єднує представників різних релігій (хоча, коріння масонства більшою мірою християнсько-юдейське), і таке визначення надає можливість кожному масону вкладати в нього те розуміння, яке відповідає його власним релігійним поглядам.

## Символіка і термінологія масонства
Веде початок від знарядь праці мулярів-будівельників середньовічних соборів Європи, які були першими т. зв. «Братами» руху. Кельма, циркуль, схил, фартух та ін. тлумачаться масонами в символічному сенсі і використовуються для викладу масонської морально-етичної системи. Загальноприйнятим символом руху є трикутник, усередині якого зображається відкрите око — «Промениста дельта», як він називається в масонстві. Саме зображення ока в трикутнику запозичене з християнства, де цей знак є символом «Всевидючого Ока» провидіння, а трикутник символізує Трійцю. Символ зустрічається на іконах і культових спорудах, в тому числі православних. Ще до християн дещо інший символ «Всевидючого Ока» був популярний у стародавніх єгиптян (Око Гора). Промениста Дельта нагадує масону про всепроникнення Творця, Вищого Буття. Це головний масонський символ першого градуса, ступеня учня. Стилістично, око часто замінює вписане в трикутник коло. У ліберальному масонстві Промениста Дельта вважається знаком освіченості або принципу свідомості.
Одним із символів масонства також є акація, яка вважається одним з основних символів, використовуваних у масонстві, і пов'язана з так званою Легендою про смерть майстра Хірама — тематичною базою ступеня майстра-масона. Отже, до основних масонських символів належать Всевидюче Око, висок — символ прагнення до досконалості, рівень — символ рівності, косинець — символ врівноваженості і примирення незмінного прагнення до досконалості з реально досяжним, символ земного, циркуль — символ помірності і розсудливості, а також прагнення до вищого і духовного, кельма — символ зміцнення братерських зв'язків, камінь й молоток. Взагалі, широко використовуються в символічному значенні знаряддя праці мулярів. У масонстві широко використовується біблійна легенда про будівництво Храму Соломона.
У великому Храмі у Лондоні, у будівлі об'єднаної масонської ложі Великої Британії, місці, де збираються 2000 масонів, можна побачити символіку з різних релігій, тому дуже важко дослідити походження масонства. При бажанні його можна вивести з будь-якої релігії. Масони не роблять розмежувань між представниками різноманітних конфесій. На засіданнях масонської ложі Новий заповіт є сусідом Тори, Корану та інших священних книг. Віра у вищий розум — обов'язкова умова для вступу до вільних каменярів.
Лояльність до влади тих країн і територій, де масонство існує, є одним з масонських принципів. Робота на користь суспільства вважається однією з масонських чеснот. Для більшості масонів світу це реалізується їх участю у благодійній діяльності.
Проголошений масонами ідеал об'єднання людей на засадах братерства, любові, рівності та взаємодопомоги зумовлював зміст їхньої програми, в якій ідеї антиклерикалізму поєднуються з елементами релігійного містицизму. Вихідним принципом в поглядах масонів на соціальну дійсність є визнання реально існуючих у соціальному житті суперечностей, які є причинами розбрату між окремими громадянами й народами. Це створило передумову для критики масонами соціальної несправедливості, національного гноблення, релігійної нетерпимості. Кінцева мета — утворення всесвітнього братерства людей на засадах свободи й справедливості за допомогою всесвітньої таємної організації. Шлях для досягнення цього, на думку масонів, пролягає через духовне переродження людства. Відкидають революцію як засіб досягнення проголошеної мети. Проголошують принцип віротерпимості. Увага масонів звертається на необхідність морального самовдосконалення, а також духовного росту в рамках тієї релігії, яку кожен з них сповідує. Вважаючи Бога Великим архітектором Всесвіту, масони вважають себе його мулярами.
Головна чеснота масонської ложі — мовчання, яка винесена на герб ложі. Однак, за словами масонів, мовчання не означає приховування якихось таємниць. Це означає, що людина має дуже добре подумати перед тим, як щось сказати.

## Масонство в Україні

### З історії
В Україну масонство проникає наприкінці 18 сторіччя. Основні шляхи проникнення масонства в Україну проходили через Річ Посполиту та Росію та безпосередньо із західноєвропейських держав. У зв'язку з чим Галичина та Правобережжя перебували під впливом польських масонів, а Лівобережжя та Слобожанщина — російських.

#### Засновник перших лож
Засновником масонства на українських землях в складі Російської імперії вважається Джеймс Френсіс Едвард Кейт (1696—1758) — шотландський дворянин, головний командир Малоросійського тимчасового Правління гетьманського уряду (з 6 липня 1740 по 1741 рр.) у Глухові, генерал-аншеф на російській військовій службі, прусський генерал-фельдмаршал.
У 1739—1741 рр. Джеймс Кейт стає Великим Провінційним Майстром масонерії Російської імперії.
А під час керівництва Правління гетьманського уряду в Глухові в 1740—1741 рр. він посвячує до масонства представників української аристократії.
Також в середині XVIII ст. до масонства посвячуються студенти-українці, що навчаються в університетах Західної Європи. В цей час у Парижі масоном стає син гетьмана України в екзилі Григорій Орлик (1702—1759). А в Берліні в 1744 р. до ложі «Три глобуси» входить майбутній гетьман Кирило Розумовський (1728—1803).
У Могилеві-Подільському 3 січня 1776 року — заснована ложа російським масоном — Райналд Шварц.
Першу масонську Ложу безсмертя утворено в Києві 1784 року.12 травня 1818 року — заснована ложа «Об'єднаних слов'ян», в Києві. Майстром її були Валентій Розчіщевський, Францішек Чарлевський, Віктор Лажнінський. Мова — російська і французька. Ложа дотримувалась шотландської системи.
Масонські ложі на Поділлі і на Волині з'явилися в кінці 18 століття.
У Тульчині — 19 грудня 1786 року заснована ложа «Патріотизм Правдивий».
В Дубно було три ложі: «Поляк Доброчинний» — 26 червня 1786 року і «Таємниця Досконала» — 12 жовтня 1786 року. 31 травня 1786 року — в Дубно заснована ложа «Розвіяний морок», як філія ложі «Досконала Таємниця», пізніше — як філія «Астреї».
У 1786 році заснована ложа «Вірність» в Кам'янці-Подільському. 26 грудня 1818 року — в Кам'янці-Подільському заснована ложа «Озіріс», від петербурзької ложі «Астрея». Мова була польська, французька і російська. Майстром ложі був Францішек Димер, пом. — лікар Ян Чайковський, члени «Озіріс» — Станіслав Павловський — подільський губернатор, Томаш Міхалковський, Мартин Кроковський, Гнат Садовський, Юліан Сабінський, Францішек Малиновський, Шимон Чайковський, Раціборовський, Пільштин. Збиралися на вулиці Кармелітській, в будинку др. Фр. Димера.
В Летичеві існувала філія ложі «Озіріс» — заснована Кристіаном Дордетом.
В 1786 заснована ложа в Житомирі — «Розвіяний морок» — майстер — Францішек Гайнц. Ложа дотримувалась старо-англійськоі системи. Мова була польська і французька, пізніше вона належить до російської ложі «Астрея» з Петербурга. В Житомирі діяла паралельно жіноча масонська ложа заснована в 1786 аптекаркою Вацловою.
А 1818 року у Одесі починає діяти «Понт Євксінський»
1817 — у Харкові з'являється майстерня «Вмираючий сфінкс», у Полтаві — «Любов до істини». До полтавської ложі належали поміщики С. Кочубей, В. Тарнавський, Василь Лукашевич (предводитель дворянства Переяславського повіту), письменник Котляревський Іван[джерело?].
Головним майстром «Астреї» петербурзької, в 1820 був граф Адам Ржевуцький — командувач військами Київського військового округу.
На кінець 18 ст. — початку 19 сторіччя масонські ложі діяли в Харкові, Одесі, Кременчуці, Житомирі, Полтаві, Львові, Самборі, Дубно, Вишневці на Волині. Особливо масонський рух посилився після війни 1812 року. До складу масонських лож входили головним чином елітні верстви населення, насамперед представники дворянської аристократії, офіцери. Ложа безсмертя організована російськими офіцерами разом з польськими, котрі об'єднувалися навколо ложі «Великий схід».
Активним представником і проповідником масонської ідеології був лікар Обухівської лікарні Еллізен Іоганн-Георг Давід, який створив у Києві ложу «Трьох колон», а також вихованець Київської духовної академії І. Р. Мартос, який був тісно пов'язаний з одним з провідних російських ідеологів масонства О. Ф. Лабзіним. В Україну часто приїздив І. В. Лопухін, відомий теоретик російського масонства. У масонських колах України мали популярність журнали, які видавались російськими масонами: «Сионский вестник», «Утренний свет». Широку популярність мала перекладена російською мовою в 1783 році книга Масона Іоанна «Пізнай самого себе». У 1815 році Лабзін здійснив переклад твору німецького містика Штіллінга Юнга «Переможна повість, чи торжество віри християнської».
За характером діяльності масонські майстерні не були однорідними. Харківська ложа не займалася політикою і діяла у межах релігійно-етичного напряму. Її члени піклувалися про самовдосконалення і вдосконалення ближніх. Полтавська ложа «Любов до істини» активно залучала своїх членів до громадсько-політичної діяльності. Багато з її членів поповнювали декабристську організацію Союз благоденства.
Українське масонство, будучи за походженням чужим, мусило рахуватися з українськими особливостями і поставити врешті решт на порядок денний національне питання. Лукашевич намагався утворити Малоросійське товариство, що ставило собі за мету створення української самостійної держави. В той же час в Києві виникла ложа «Об'єднаних слов'ян», до якої належали здебільшого польські поміщики і російська інтелігенція, українці. Члени ложі у своїй програмі прагнули до утвердження дружніх стосунків і взаємодії між трьома слов'янськими народами. На ґрунті цієї ложі в Україні виникла декабристська таємна організація Товариство об'єднаних слов'ян, яка обстоювала ідею федерації вільних слов'янських народів.
1819 року масонські ложі в Україні заборонили, це сталося на три роки раніше заборони діяльності масонів у Росії.
1822 року царський уряд видав указ про заборону всіх таємних організацій, насамперед масонських лож. Проте це рішення не припинило діяльності масонського руху, тому вже 1826 року Микола 1 підтвердив чинність найвищого указу. Загалом масонський рух в Україні був значно слабкішим, ніж у Європі. Масони в Україні діяли пасивно, неузгоджено, без чіткої ідейної основи.
В 1912 році очолювана Михайлом Грушевським група українських масонів виказала свою незгоду з позицією російських «братів» у питанні про майбутній національно-політичний устрій Російської держави. Грушевський категорично заперечував проти запропонованої назви «Великий Схід Росії» та домагався вилучення з неї самого слова «Росія». Зрештою, Конвент вимушений був ухвалити компромісне рішення та назвати нову організацію «Великим Сходом народів Росії».
В Україні ж ще 1900 року декілька масонських лож заявили про прагнення об'єднатися в єдину організацію — «Велику Ложу України», але цей процес розтягнувся на довгі 18 років. Коли у 1908 році емісари «Великого Сходу Франції» відкрили «майстерні» в Москві («Відродження») та Петербурзі («Полярна зірка»), членом останньої ложі став професор Київського університету святого Володимира Іван Лучицький, який почав активну роботу по організації дочірньої ложі в Києві. Йому допомагали в цій справі князь Давид Бебутов і єврейський громадський діяч Арнольд Марголін. Ложу назвали «Київською зорею».
Після проголошення УНР Михайло Грушевський поступово відходить від масонства. Масонів України намагаються об'єднати два лідери: адвокат С. Моркотун — масон високого рангу, та Симона Петлюра, який почав форсувати процес створення національної масонської системи — «Великої Ложі України», незалежної від «Великого Сходу народів Росії». Починаються серйозні тертя і боротьба за лідерство серед українського масонства.
Після скинення Скоропадського і повернення до влади, Петлюра намагається перебрати на себе роль лідера українського масонства і проголошує себе Великим майстром «Великої Української Ложі». Боротьба Моркотуна з Петлюрою не припинилася і після поразки українських військ на фронтах та вимушеної еміграції Петлюри. 1920 р. «Велику Ложу України» визнала «Велика Ложа Швейцарії» (до 1932 року в Женеві знаходилася штаб-квартира української ложі). Але у Франції «Велику Ложу України» так і не визнали через інтриги Моркотуна, а в 1923 році конвент Міжнародної масонської асоціації відхилив прохання «Великої Ложі України» про прийняття.

### Сучасне масонство в Україні
На сьогоднішній день на території України діє тільки одна регулярна масонська організація визнана світовим масонством: Велика Ложа України. 
До складу Великої Ложі України входить станом на 2021 рік чотирнадцять діючих Достойних Лож:
•  «Олеся і Ко» в Кропивницькому 
- «Три Колони» № 1 в Києві
- «Каменяр» № 3 у Львові
- «Золота Акація» № 4 в Одесі
- «Світло» № 5 у Львові
- «Імхотеп до Полум'яної Зорі» № 6 в Івано-Франківську
- «Юрій Котермак» № 7 у Дрогобичі
- «Безсмертя» № 8 («Immortality») в Києві, яка працює англійською мовою в ритуалі Емулейшен
- «Ланжерон» № 9 в Одесі
- «Григорій Сковорода» № 11 в Києві
- «Паломники до країни Сходу» № 15 в Запоріжжі
- «Понт Євксинський» в Одесі
- «Equilibrium» у Києві (https://equilibrium.kiev.ua/ [Архівовано 28 лютого 2019 у Wayback Machine.])
- «Гармонія та Порядок» у Харкові
- «Порта Піретос» № 22 в Чернівцях

В інтернеті зустрічається багато сторінок Псевдо-Масонських Лож та організацій, такі як, наприклад, «Полум'яна Долоня Осіріса». Ці об'єднання не мають нічого спільного з регулярним масонством.
Лише регулярне масонство є продовжувачем традицій справжнього масонства. Таким в Україні є тільки Велика Ложа України визнана Великою Об'єднаною Ложею Англії United Grand Lodge of England, яка в свою чергу вважається найстарішою масонською гранд-ложею в світі.

## Міфи про масонство
Оскільки масонство є доволі закритою організацією, з масонством пов'язані деякі міфи, що зазвичай свідомо створювалися з різними політичними або комерційними цілями. Так, можна згадати про тексти, які розповсюджував Лео Таксіль, Протоколи сіонських мудреців та тексти, що виникли на їх основі.
Також варто згадати про хибне включення Ордена Св. Станіслава до масонських організацій, хоча це лише нагородна установа, що вручає медалі, причому єдиний раз, коли вони збираються — це при врученні медалей новим «лицарям». ВЛУ офіційно визнала, що не має стосунку до ОСвС, і зазначила, що «там не завжди дотримуються принципу „доброї слави“, який є для нас фундаментальним».

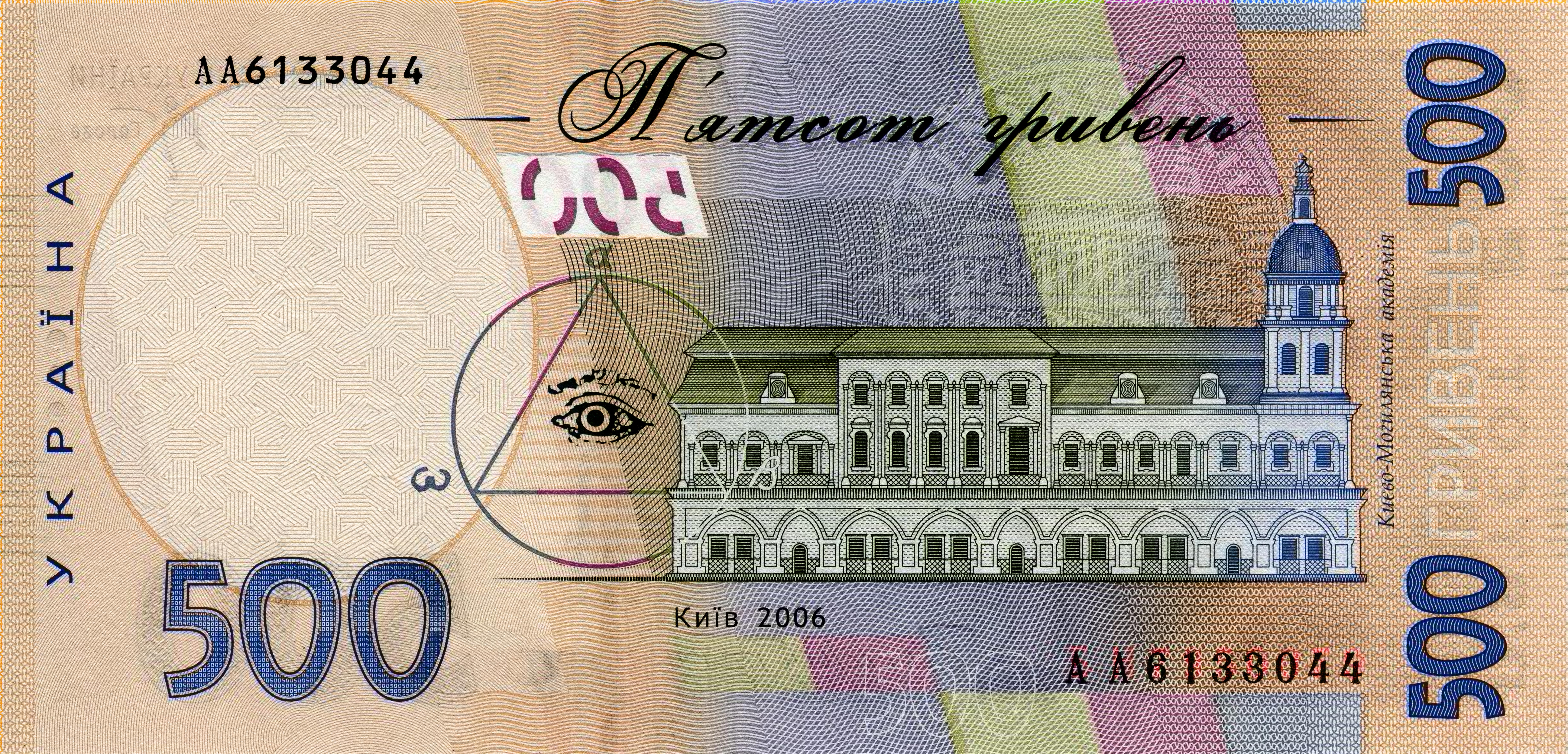
«Всевидюче Око» на 500 гривнях

Прихильники теорії змов стверджують, що на українських грошах ви можете щодня бачити масонські символи. У детальному описі банкноти, яку надали пресслужба НБУ та Управління НБУ у Львівській області, говориться:
Зліва від будівлі розміщено графічне зображення авторського малюнку Григорія Сковороди до його творів («Піфагоровий трикутник», у який Григорій Сковорода вкладав глибокий символіко-філософський зміст)
Приналежність Григорія Сковороди до масонства ніде не зафіксована та виглядає сумнівною.

### Відомі світові діячі— масони
- Вольтер, один із найбільших французьких філософів-просвітників XVIII століття: поет, прозаїк, сатирик, трагік, історик, публіцист, антиклерикал, що відомий своєю дотепністю, його нападками на настанови католицької церкви, а також пропагандою свободи віросповідання, свободи слова і відокремлення церкви від держави.
- Вольфґанґ Амадей Моцарт, австрійський композитор і музикант-віртуоз. Один з найпопулярніших класичних композиторів, Моцарт зробив великий вплив на світову музичну культуру.
- Франклін Рузвельт, американський політик, адвокат, 32-й президент Сполучених Штатів в 1933—1945 роках, до своєї смерті, демократ.
- Вінстон Черчилль, британський політик, державний діяч XX століття
- Георг VI, король Сполученого Королівства Великої Британії та Північної Ірландії і Домініонів з 11 грудня 1936 року, імператор Індії з 11 грудня 1936 по 15 серпня 1947 року (формально титул зберігався до 22 червня 1948 року, остаточно титул імператора виключено з переліку 26 січня 1950 року), король Ірландії в 1936—1949 роках.
- Чарлз Дарвін, англійський науковець, що створив теорію еволюції і запропонував разом з Альфредом Расселом Воллесом принципи природного добору.
- Бенджамін Франклін, один із засновників Сполучених Штатів, політичний діяч, дипломат, вчений, письменник, журналіст, видавець, масон. Один з лідерів війни за незалежність Сполучених Штатів.
- Джордж Вашинґтон, американський державний діяч, перший президент Сполучених Штатів (1789—1797 роки), батько-засновник Сполучених Штатів, головнокомандувач Континентальної армії, учасник війни за незалежність Північноамериканських штатів, творець американського інституту президентства, генерал армій США, національний герой країни.
- Марк Твен, американський письменник, гуморист, сатирик, публіцист, видавець.

### Відомі українські діячі— масони
- Михайло Грушевський, голова Центральної Ради УНР[12]
- Скоропадський Павло Петрович,  Гетьман Української Держави (29 квітня — 14 грудня 1918).[12]
- Симон Петлюра, Перший Великий Магістр Великої Ложі України[12]
- Винниченко Володимир Кирилович,  Перший голова Директорії УНР (14 грудня 1918 року — 10 лютого 1919 року).[12]
- Станіслав Щесний Потоцький (1753—1805) — магнат, руський воєвода, 1785-89 обіймав посаду Великого Майстра ложі «Великого Сходу», був членом масонської майстерні «Трьох білих Орлів» у Львові.
- барон Федір Штейнгель — представник київських масонів (яких під кінець 1917 р. зібралося близько тисячі) на Великому Сході народів окупованих російською імперією.
- Тарас Шевченко – український поет, прозаїк, мислитель, живописець, гравер, етнограф, громадський діяч.

Сергій Єфремов, Андрій Ніковський, Володимир Чеховський, В'ячеслав Прокопович.
Також до українського масонства належали:
- Переважна більшість купецьких та промислових родів Києва, Полтави, Одеси, Харкова майже протягом усього 19 століття, частини 18-го століття
- Ханенки
- Терещенки (у тому числі Микола Терещенко, міністр фінансів у Тимчасовому Уряді)
- Ланжерон, другий мер Одеси та керівник Новоросійського краю, де Рибас перший мер Одеси, де Рішельє керівник Новоросійського краю
- грецькі родини Одеси
- Розумовські (весь рід, у тому числі Гетьман)
- Іван Котляревський[джерело?] (засновник української літературної мови)
- Вацлав Ганський — виконував обов'язки магістра житомирської ложі «Des Tenebres Dispersees» («Розсіяний морок»)
- Тадеуш Ґрабянка — (1740- Райківці — 1807- Петербург) — містик, ілюмінат, засновник ложі «Новий Ізраєль»

### Інциденти
- В 2024 році боксер мексиканського походження Раян Гарсія поділився з публікою відомостями про масонську ложу "Богемський гай", після чого близькі Райана оголосили що хлопця вірогідно було вбито, але невдовзі він вийшов в ефір і заявив що з ним все добре [13].

## Інше
- Застаріле польське слово farmazon («вільнодумець») походить від фр. franc-maçon. Запозичене з польської, слово «фармазон» вживалося спочатку у Російській імперії, а згодом і в усьому світі. Для справжніх масонів і просто для неблагонадійних вільнодумців[14].
- «Фармазон» (також «фармазонщик») — на кримінальному жаргоні шахрай, який збуває фальшиві коштовності